# Furukava Szatosi
Furukava Szatosi (japán: 古 川 聡) (Jokohama, 1964. április 4.–) japán sebészorvos, küldetésspecialista űrhajós.

## Életpálya
1983-ban szerzett orvosi diplomát a Tokiói Orvosi Egyetemen, ugyanitt 2000-ben megvédte doktori (Ph.D) címét. 1989-1999 között Tokióban a Sebészeti Klinikán dolgozott.
A Japán Űrügynökség (NASDA/JAXA) jelölte a Nemzetközi Űrállomáson (ISS) végrehajtandó feladatok végzésére. 1999. február 10-től részesült űrhajóskiképzésben a Lyndon B. Johnson Űrközpontban, valamint a Jurij Gagarin Űrhajós Kiképző Központban. Az elsajátított ismeretek eredményes vizsgája után megkapta a repülési engedélyt. Egy űrszolgálata alatt összesen 167 napot, 6 órát és 13 percet töltött a világűrben.

## Űrrepülések
Szojuz TMA–02M fedélzeti mérnöke. Összesen 167 napot, 6 órát és 13 percet töltött a világűrben.

### Tartalék személyzet
- Szojuz TMA–17 fedélzeti mérnöke.
- Szojuz TMA–20 fedélzeti mérnöke.